# Semseyit
A semseyit ritka, főleg hidrotermális ólom-antimon-szulfid ásvány (képlete: Pb₉Sb₈S₂₁), nevét Semsey Andorról, a magyar mineralógia kiemelkedő támogatójáról kapta, 1881-ben Krenner József javaslatára. Felfedezésének típusterülete a Felsőbánya (ma Baia Sprie, Románia), de Magyarországon is előfordul, például Gyöngyösoroszi és Nagybörzsöny térségében.

## Keletkezése
Elsősorban hidrotermális oldatokból, 300–350°C közötti hőmérséklet-tartományban válik ki.

## Előfordulása
Főleg ólomtartalmú érctelepeken fordul elő. Rendszerint galenittel, szfalerittel, bournonittal, jamesonittal, zinckenittel, sorbyittal, guettardittal, jordanittal, diaphoritttal, kalcittal, sziderittel, piritettel, tetrahedrittel, arzenopirittel fordul elő együtt.

### Legjelentősebb lelőhelyei
Típuslelőhelye Felsőbánya (Baia Sprie, Máramaros, Románia). a legszebb, akár 2–3cm-es, legyezős- vagy rozettaszerű példányok Mine Herja (Herzsabánya, Máramaros megye) környékén kerültek elő. További országok: Franciaország, Németország, Olaszország, Kanada, Ausztrália, Peru.

### Előfordulása Magyarországon
A Mátrában Gyöngyösoroszi, illetve a Börzsönyben Nagybörzsöny környékén.

## Szerkezete, tulajdonságai
A semseyit a monoklin kristályrendszerben kristályosodik. Kristályai táblásak, lemezesek, sugaras- vagy rozettaszerű aggregátumokban jelennek meg, esetleg máskor gömbszerű halmazok galeniten. Színe fekete–ólomszürke, fémfényű, levegőn mattá válhat.

## Felhasználása
Nincs ipari jelentősége, főként ásványgyűjtők körében számít ritkaságnak. Magyarországi múzeumokban is őriznek szép példányokat.

## Leírása
A fajt 1881-ben Krenner József írta le, és Semsey Andorról nevezte el, aki több tízezer példányos ásványgyűjteménnyel gazdagította a Magyar Nemzeti Múzeumot . Keresztnevét az andorit ásvány őrzi.